# Груша грушелистная
Гру́ша грушели́стная (лат. Pýrus pyrifólia) — вид растений рода груша семейства Розовые, культивируемый в Азии. Имеет сельскохозяйственное и декоративное значение в странах Средней Азии и Дальнего Востока.

## Описание

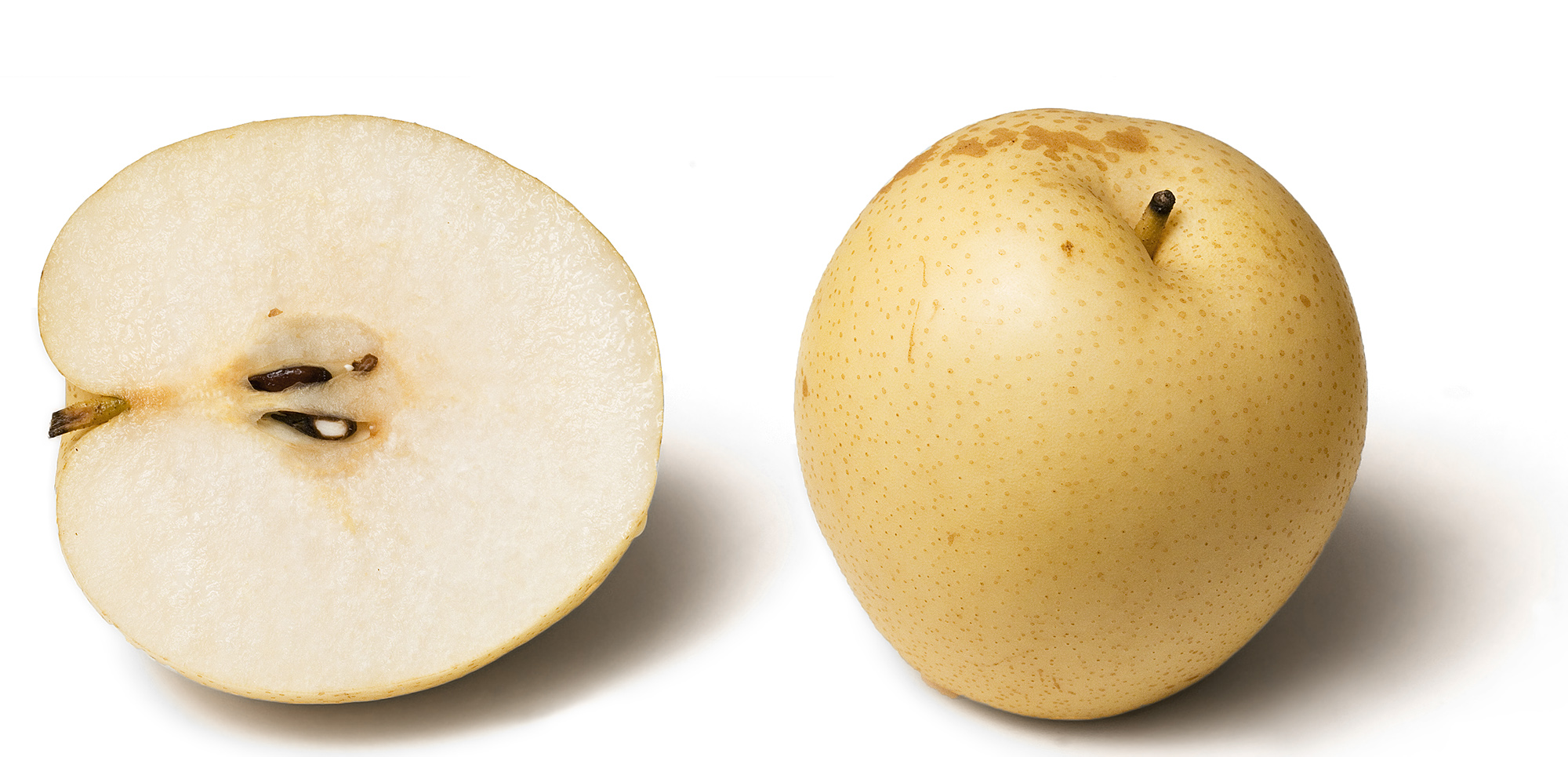
Плод груши грушелистной

Высота ствола дикой груши грушелистной достигает 15 м. Культурные сорта, как правило, не превышают 6 м. Форма листьев овальная, продолговатая (до 12 см в длину). Края листьев остро щетинисто-пильчатые. Кончики листьев длиннозаострённые. Цветки грушелистной груши имеют 5 белых лепестков. Диаметр цветов — до 5 см. Форма плодов округлая. Цвет плодов зависит от сорта (может быть светло-коричневым или желтоватым со светлыми пятнами). В северном полушарии дерево цветёт в апреле.

## Культивация

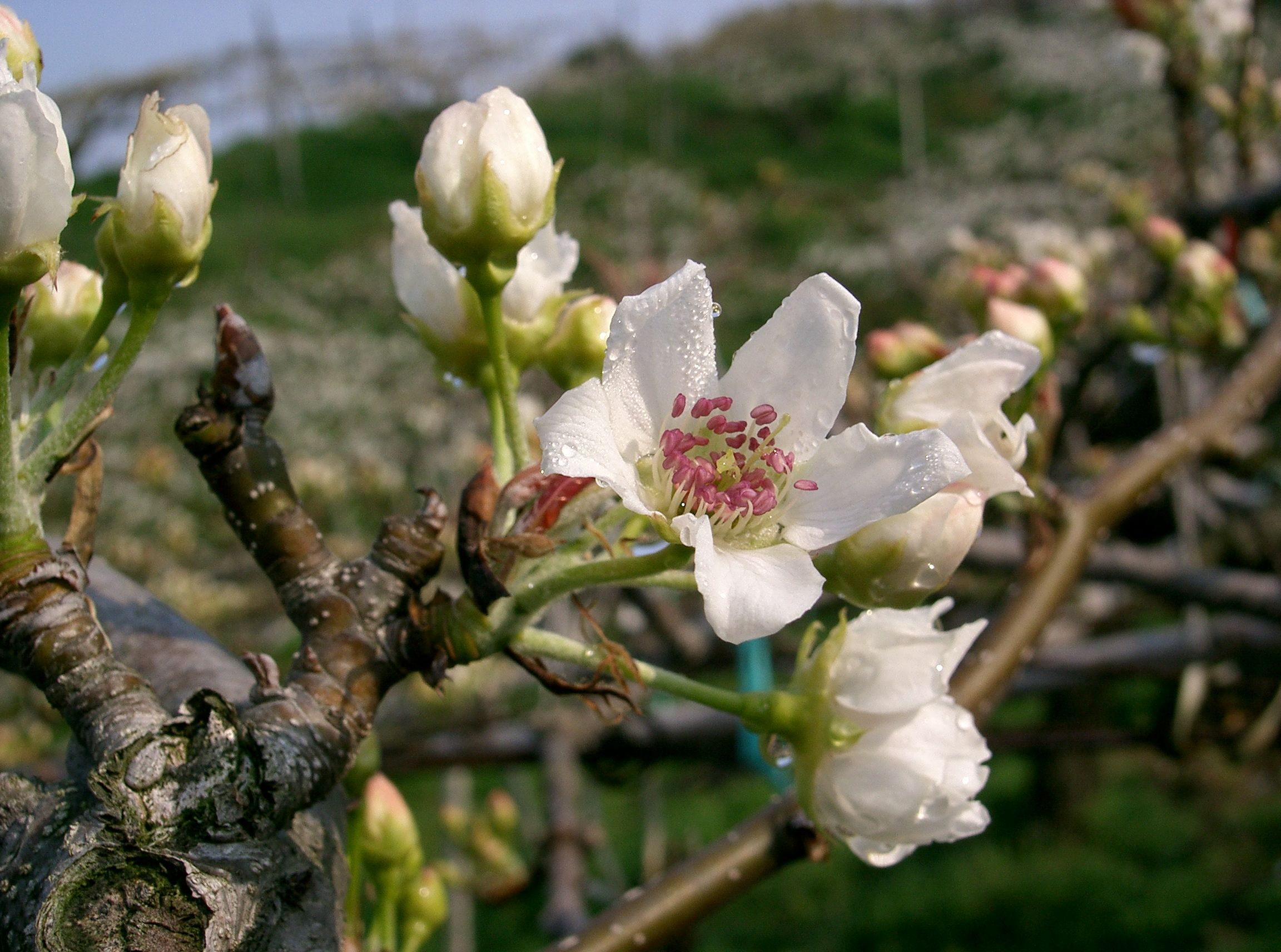
Цветок груши грушелистной

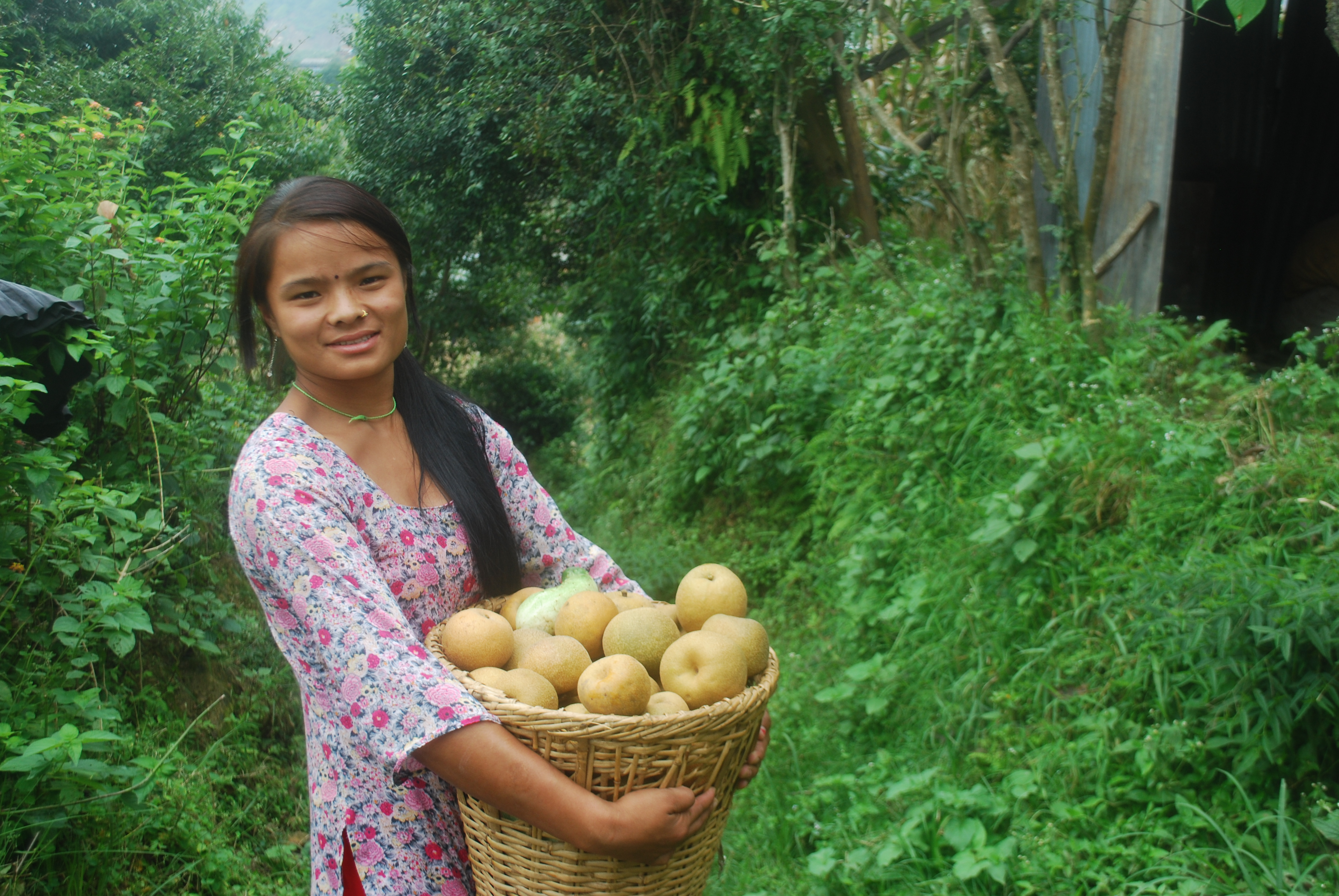
Собранные плоды

Размножается семенами. Предпочтительное время посадки — конец осени. Груша грушелистная светолюбива, плохо переносит заморозки, переувлажнение или застой влаги в почве, но выдерживает засуху и устойчива к патогенам. К почве нетребовательна и может развиваться как на супесчаном, так и на глинистом грунте.

## Применение
Плоды груши грушелистной можно употреблять в пищу в сыром виде, из них выжимают сок, а также варят варенье. В Корее из плодов этой разновидности груши готовят фруктовый пунш (чай). В садоводстве используется для создания аллей и живых изгородей.

## Сорта
Дальневосточные культивары груши грушелистной делятся на две группы. Большинство культиваров относится к группе Akanashi (отличаются жёлто-коричневой кожурой). Представители второй группы культиваров Aonashi имеют жёлто-зелёную кожуру.
Некоторые известные на Дальнем Востоке культивары:
- 'Chojuro' (ja:長十郎, Япония, 1893?)[3][4] ('Akanashi')
- 'Kosui' (ja:幸水, Япония, 1959),[5][6] ('Akanashi')
- 'Hosui' (ja:豊水, Япония, 1972)[7][8] ('Akanashi')
- 'Imamuraaki' (ja:今村秋, Япония, native)[9] ('Akanashi')
- 'Nijisseiki' (ja:二十世紀, Япония, 1898)[10][11] ('Aonashi')
- 'Niitaka' (ja:新高, Япония, 1927)[12][13] ('Akanashi')
- 'Okusankichi' (ja:晩三吉, Япония)[14][15] ('Akanashi')
- 'Raja' (новый культивар)[16] ('Akanashi')
- 'Shinko' (ja:新興, Япония, не позднее 1941)[17][18] ('Akanashi')
- 'Hwangkeum' (ko:황금, zh:黄金, Корея, 1984, 'Niitaka' x 'Nijisseiki')('Akanashi')